# Отто Готше
Отто Готше (нім. Otto Gotsche, 3 липня 1904, Вольфероде — 17 грудня 1985, Берлін, НДР) — німецький письменник і партійний діяч (з НДР). Секретар Державної ради НДР (1960).

## Біографія
Народився 3 липня 1904 року в сім'ї гірника. У період Веймарської республіки і фашистського режиму за політичну діяльність зазнавав переслідувань. Після поразки фашизму взяв участь у будівництві політичного ладу НДР.

## Літературна діяльність
Романи О. Готше присвячені руху німецького пролетаріату 1918—1923 років («Березневі бурі», перше видання 1933 знищило гестапо, повторно видано 1953, 2-й т. 1971), діяльність антифашистського підпілля та становлення Німецької Демократичної Республіки («Між ніччю і ранком». 1955), земельну реформу в повоєнному селі («Глибокі борозни», 1949). В романі «Криворізький прапор» (1959) відобразив солідарність німецьких і радянських робітників. Роман «Криворізький прапор» екранізовано у 1967 році в Німеччині (фільм «Прапор Кривого Рогу», телеканал DEFA).

## Українські переклади
- Глибокі борозни. — К., 1956;
- Криворізький прапор. — Дніпропетровськ, 1961.

## Виноски
1. 1 2 3  Deutsche Nationalbibliothek Record #118540912 // Gemeinsame Normdatei — 2012—2016.
2. 1 2  Filmportal.de — 2005.
3. ↑  Готше Отто // Большая советская энциклопедия: [в 30 т.] / под ред. А. М. Прохорова — 3-е изд. — Москва: Советская энциклопедия, 1969.
4. ↑  Чеська національна авторитетна база даних

| Письменник | Це незавершена стаття про письменника. Ви можете допомогти проєкту, виправивши або дописавши її. |